# 211

211(이백십일)은 210보다 크고 212보다 작은 자연수다.

## 수학
- 47번째 소수(素數)다. 앞의 소수는 199, 다음 소수는 223이다.
  - 15번째 슈퍼 소수로, 211의 소수 순번인 47도 소수다. 앞의 슈퍼 소수는 191, 다음은 241이다.
- {\displaystyle 211=67+71+73}
  - 연속하는 세 소수(素數)의 합으로 나타낼 수 있으며, 이 성질을 지닌 앞의 수는 199, 다음 수는 223이다.

## 과학·기술
- 코스모스 211호(영어판): 소련의 인공위성.
- 융커스 유모 211(영어판, 독일어판): 융커스의 항공기 엔진.

## 교통

### 항공
- US-방글라 항공 211편 추락 사고

### 철도
- 서울 지하철 2호선 성수역의 역번호.
- 부산 도시철도 2호선 남천역의 역번호.
- 대구 도시철도 2호선은 211번 역이 없고, 216번부터 시작한다.

### 도로
- 고속도로 및 국도
  - 오토루트 211호선: 프랑스의 고속도로. 오토루트 21호선(프랑스어판)의 지선도로.
  - 일본 211번 국도(일본어판): 오이타현 히타시에서 후쿠오카현 기타큐슈시 야하타니시구까지 이어지는 일본의 국도.
  - 미국 211번 국도(영어판): 미국 11번 국도의 지선.
- 기타 도로
  - 현도 제211호선

## 군사
- U-211(영어판): 제2차 세계 대전에 사용된 나치 독일의 군용 잠수함.

## 문화유산
- 대한민국의 국보 제211호: 백지묵서묘법연화경
- 대한민국의 보물 제211호: 안동 도산서원 상덕사 및 삼문
- 대한민국의 사적 제211호: 인천 경서동 녹청자 요지

## 방송
- 스카이라이프의 빌리어즈TV 채널 번호.
- LG헬로비전의 애니맥스 채널 번호.
- B tv 케이블의 법률방송 채널 번호.
- KT HCN의 다문화TV 채널 번호.

## 기타
- 날짜: 2월 11일
- 연도: 211년, 기원전 211년